# Andrzej Kaleta (duchowny)
Andrzej Kaleta (ur. 14 lutego 1957 w Busku-Zdroju) – polski duchowny rzymskokatolicki, doktor nauk humanistycznych, biskup pomocniczy kielecki od 2017.

## Życiorys
Urodził się 14 lutego 1957 w Busku-Zdroju. Kształcił się w Liceum Ogólnokształcącym im. Tadeusza Kościuszki w Busku-Zdroju, gdzie w 1976 zdał maturę. Ukończył policealne studium zawodowe, uzyskując tytuł technika mechanika. Następnie podjął studia na Politechnice Świętokrzyskiej, z których zrezygnował, i w latach 1979–1985 studiował w Wyższym Seminarium Duchownym w Kielcach. 25 maja 1985 został wyświęcony na prezbitera przez Stanisława Szymeckiego, biskupa diecezjalnego kieleckiego. Inkardynowany został do diecezji kieleckiej. W 1999 w Wyższej Szkole Pedagogicznej w Kielcach uzyskał doktorat z nauk humanistycznych (specjalność historia prasy) na podstawie dysertacji Polskie katolickie czasopiśmiennictwo misyjne w II Rzeczypospolitej.
Pracował jako wikariusz w parafiach Niepokalanego Poczęcia Najświętszej Maryi Panny w Chmielniku (1985–1990) i św. Wojciecha w Kielcach (1990–1991). W latach 2014–2016 był proboszczem parafii św. Wojciecha w Kościelcu. W 2016 został ustanowiony diecezjalnym ojcem duchownym kapłanów i wikariuszem biskupim ds. stałej formacji prezbiterów.
W 1991 został zatrudniony w Wyższym Seminarium Duchownym w Kielcach, gdzie był prefektem alumnów (1991–1994), kierował biblioteką seminaryjną (1994–2006) i pełnił funkcję ojca duchownego alumnów (2006–2014). W seminarium podjął wykłady z misjologii. W latach 2001–2015 był adiunktem w Instytucie Bibliotekoznawstwa i Dziennikarstwa Uniwersytetu Jana Kochanowskiego w Kielcach.
8 listopada 2017 papież Franciszek mianował go biskupem pomocniczym diecezji kieleckiej ze stolicą tytularną Maxita. Święcenia biskupie przyjął 9 grudnia 2017 w katedrze kieleckiej. Głównym konsekratorem był Jan Piotrowski, biskup diecezjalny kielecki, zaś współkonsekratorami arcybiskup Salvatore Pennacchio, nuncjusz apostolski w Polsce, i Marek Jędraszewski, arcybiskup metropolita krakowski. Jako dewizę biskupią przyjął słowo „Fidelitas” (Wierność). W diecezji został ustanowiony wikariuszem generalnym.
W Konferencji Episkopatu Polski został członkiem Komisji ds. Misji.